# SMS Gneisenau
Az SMS Gneisenau a Császári Haditengerészet egyik páncélos cirkálója, a kéttagú Scharnhorst-osztály második egysége volt. Nevét korábban egy csavaros korvett viselte. Gerincét 1904 december 28-án fektették le az AG Weser brémai hajógyárában és 1908 márciusában adták át a haditengerészetnek. Fegyverzetét 8 darab 21 cm-es ágyú alkotta, ami jelentős tűzerőbeli növekedést jelentett a korábbi német páncélos cirkálókhoz képest. Maximális sebessége 23,6 csomó (43,7 km/h) volt. A Gneisenau átadását követően a Nyílt-tengeri Flotta kötelékében teljesített szolgálatot az I. felderítőcsoport (Aufklärungsgruppe I) kötelékében, bár a használhatóságát jelentősen korlátozták az újonnan megjelenő csatacirkálók, melyekkel szemben a páncélos cirkálók már nem tudtak hatékonyan fellépni.
A Gneisenaut emiatt a Kelet-ázsiai Hajórajhoz helyezték át, ahol csatlakozott testvérhajójához, a Scharnhorsthoz. A két páncélos cirkáló képezte a hajóraj magját, melyhez több könnyűcirkáló is tartozott még. A következő négy év során a Gneisenau az ázsiai és csendes-óceáni német kolóniák vizein járőrözött, idegen vizeken képviselte Németországot és kísérte figyelemmel az 1911-es xinhai forradalom eseményeit. Az első világháború 1914 júliusi kitörését követően a hajórajjal átkelt a Csendes-óceánon Dél-Amerika nyugati partjaihoz. 
Miután a chilei partokhoz ért, a német hajóraj összetalálkozott egy brit hajórajjal és vereséget mért rá. A vereség hatására a brit admiralitás két csatacirkáló dél-amerikai vizekre való kiküldése mellett döntött, hogy segítségükkel megsemmisítse Spee tengernagy erőit. Spee tengernagy 1914. december 8-án a Falkland-szigeteki Port Stanley ellen indított egy katonai akciót, épp az azt követő napon, hogy az elfogására küldött brit kötelék befutott oda. A hadműveletet megszakító és visszavonuló német cirkálókat a kifutó brit hajók üldözőbe vették, és több órás küzdelem során nagy részüket megsemmisítették. A harcban a Gneisenau is elveszett. Hajótöröttei közül a brit hajók 187 főt tudtak kimenteni.

## Tervezése
A két Scharnhorst-osztályú cirkálót az 1900-ban elfogadott második flottatörvényben előirányzott építési program keretében rendelték meg, melyben tizennégy páncélos cirkáló megépítése szerepelt. A hajókat a tengerentúli szolgálat kritériumainak megfelelően tervezték meg, hogy a távoli német gyarmatokon használhassák őket. A hajók harci képességei jóval meghaladták az előttük megépített Roon-osztály egységeiét, azokénál erősebb volt a páncélzatuk és a tüzérségük. Ezek a változtatások az új igényeknek megfelelően képessé tették a Scharnhorst-ot és a Gneisenau-t a csatavonalba fejlődve vívott harc folytatására.
A Gneisenau teljes hosszúsága 144,6 m, legnagyobb szélessége 21,6 m, legnagyobb merülése 8,4 m, standard vízkiszorítása 11 616 t, teljes terhelés melletti vízkiszorítása 12 985 t volt. Személyzetéhez 38 tiszt és 726 sorállományú tartozott. Széntüzelésű kazánjai és háromszoros expanziójú gőzgépei által meghajtott három hajócsavarjával 23,6 csomós (43,7 km/h) maximális sebességet tudott elérni.
Fő tüzérségét nyolc 21 cm-es, 40-es kaliberhosszúságú gyorstüzelő ágyú (21 cm  SK L/40) alkotta, melyek közül a kettőt-kettőt helyeztek el a hajó középvonala mentén a felépítmények előtt és mögött lévő egy-egy lövegtoronyban, míg a többi négy külön kapott helyet a hajó oldalán szárnytornyokban. A másodlagos tüzérségéhez hat darab, külön kazamatákban elhelyezett 15 cm űrméretű, 40-es kaliberhosszúságú gyorstüzelőágyú (15 cm SK L/40) és 18 darab, szintén kazamatákban helyet kapó 8,8 cm-es gyorstüzelő ágyú tartozott. 
A fegyverzetéhez tartozott négy vízalatti 45 cm-es torpedóvető cső is, melyek közül egy a hajóorrban, egy a tatban és egy-egy oldalra néző a hajó két oldalán kapott helyet.
A hajó páncélövét 15 cm vastagságú Krupp-acél alkotta, mely a központi citadella előtt és mögött 8 cm-esre csökkent. A fedélzetét 3,5–6 cm-es páncélzat borította. A vastagabb 6 cm-es lemezek a hajtóműveket és a lőszerraktárakat védték. A középvonal mentén elhelyezett két lövegtorony oldalát 18 cm vastag páncéllemezek képezték, míg a szárnytornyokét 15 cm vastagságúak. A másodlagos tüzérség kazamatáit 13 cm-es páncéllemezek védték.

## Építése

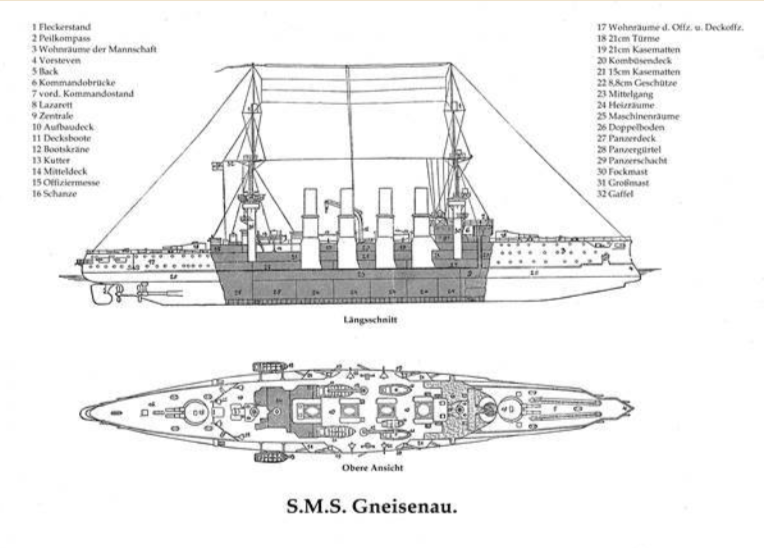
A Gneisenau hosszmetszete

A Gneisenaut 1904. június 8-án az osztály elsőként megrendelt egysége volt. A gerincfektetésére az AG Weser Brémai hajógyárában ez év december 28-án került sor 144-es építési számmal. A hajógyári munkások hosszantartó sztrájkja miatt az építése sokáig elhúzódott, így a később építeni kezdett Scharnhorstot előbb bocsátották vízre és ezért ez az egység lett az osztály névadója. A hajó vízrebocsátására 1906. június 14-én került sor és ekkor kapta Alfred von Schlieffentől, a hadsereg vezérkarának vezetőjétől a Gneisenau nevet a korábban hasonló nevet viselő gőzkorvett után. A hajót ezután Wilhelmshavenbe vitték, ahol elvégezték a felszerelését és ami után 1908. március 6-án átadták a haditengerészetnek.
Elkészültekor a Gneisenau a Scharnhorsthoz hasonlóan 98-as mintájú külhoni festésmintázatot (Auslandsanstrich 98)  kapott: a hajótest fehér, a felépítmények, az árbócok és a kémények pedig okkersárga festést kaptak. Ezt a festést ekkor még azért kapta, mert ezt alkalmazták európai vizeken a császárt kísérő hadihajók esetében is. Ennek a mintázatnak a megszüntetésével 1910-ben a cirkáló hajóteste középszürke, a felépítményei, árbócai és kéményei világosszürke festést kaptak és már ilyen kinézettel indult útnak Kelet-Ázsiába.

## Szolgálata

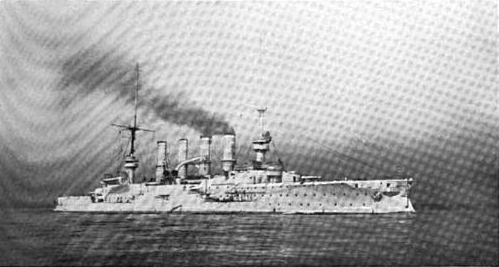
A Gneisenau egy 1909 körül készült fényképen

A próbajáratai március 26-tól július közepéig tartottak, ami után a hajó az I. felderítőcsoporthoz, a Nyílt-tengeri Flotta felderítőrajához került július 12-én. A hajó első parancsnoka Franz Hipper volt, aki a próbajáratokat is levezette.
Az I. felderítőcsoportban szolgálva a Gneisenau részt vett a békeidőkben szokásos flottamanővereken. Rögtön a próbajáratai végeztével részt vett egy Atlanti-óceánra tett cirkálóúton a Hochseeflotte csatahajórajaival közösen. Henrik herceg szorgalmazta az ilyen utakat az előző év során azzal érvelve, hogy a flottát így fel lehet készíteni a tengerentúli bevetésekre és ezzel megtörhetik a német vizeken végrehajtott gyakorlatok egyhangúságát, habár Nagy-Britanniával a fegyverkezési verseny miatt feszült volt a helyzet.
A flotta július 17-én hagyta el Kielt, a Vilmos császár-csatornán áthaladva kihajózott az Északi-tengerre, majd innen az Atlanti-óceán felé folytatta az útját, ahonnan augusztus 13-án ért vissza. Az őszi hadgyakorlatok augusztus 27-től szeptember 12-ig tartottak, melyek után Konrad Trummler sorhajókapitány vette át a hajó irányítását.
Az 1909-es év is hasonló módon telt két újabb atlanti úttal, melyek közül az elsőre február-márciusban, a másodikra július-augusztusban került sor. Utóbbi út során látogatást tettek Spanyolországba. Az év későbbi szakaszában a Gneisenau és a Hamburg könnyűcirkáló a Hohenzollern yacht fedélzetén utazó Vilmos császárt kísérte el a Miklós cárral való találkozóra. A Gneisenau nyerte el kategóriájában az 1908-1909-es kiképzési év tüzérségi versenyének (Kaiserschießpreis) első díját. A következő év viszonylag eseménytelenül telt a cirkáló számára, leszámítva a flotta Norvégiába tett júliusi útját.
Szeptember 8-án a Gneisenaut áthelyezték Kelet-ázsiai Hajórajhoz és ekkor új parancsnoka Ludolf von Uslar sorhajókapitány lett. A brit haditengerészetnél ekkortájt adták át az új csatacirkálókat, melyek a Gneisenauhoz hasonló páncélos cirkálókat jelentősen felülmúlták, de a német vezetés úgy ítélte meg, hogy ezek az egységek még jelentősen erősíthetik Németország külhoni cirkálóraját.

### AzOstasiengeschwaderkötelékében
A cirkáló november 10-én indult el Kínába Wilhelmshavenből, amit egy máig fennmaradt fekete-fehér filmfelvételen is megörökítettek. Útközben megállt Málaga kikötőjében, hogy megemlékezzenek a korábbi Gneisenau korvettnek az 1900. december 16-ai áldozatairól, akik egy tragédiában itt veszítették életüket. Ezután a Földközi-tengeren, a Szuezi-csatornán és a Vörös-tengeren át jutott ki az Indiai-óceánra. December 11-én Colombóban, Ceylon szigetén a fedélzetére szállt Vilmos koronaherceg, aki ekkor Brit Indiában tett körutat. A Gneisenau fedélzetén utazott Bombayig, ahol elhagyta a hajót. A Kelet-Ázsiába tartó útja során találkozott az Emden könnyűcirkálóval (kiscirkálóval) és Szingapúrban, Hongkongban, Amoyban álltak még meg Csingtao, a német hajóraj támaszpontjának 1914. március 14-ei elérése előtt. Itt találkozott testvérhajójával, a hajóraj zászlóshajójaként szolgáló Scharnhorst-tal. Április 7-én a Gneisenau fedélzetén utazott a Japánba delegált új német nagykövet, Arthur von Rex gróf Tiencsin melletti Takuból Jokohamába, ahol már ott volt a Scharnhorst. A hajóraj parancsnokát Günther von Krosigk ellentengernagyot, Uslart és a Scharnhorst parancsnokát fogadta Meidzsi japán császár. A Gneisenau ezt követően japán és szibériai kikötőkbe tett látogatást, de a második marokkói válság idején visszaküldték Csingtaóba, hogy tegye meg egy esetleges konfliktus esetére a szükséges intézkedéseket.
A hajóraj parancsnoka a Gneisenau-n vonta fel a tengernagyi lobogóját amíg a Scharnhorst az időszakos karbantartások elvégzésére szárazdokkba került. Október 10-én a Csing-dinasztia uralma ellen kitört xinhai forradalom nagy riadalmat keltett az európaiak között, akik attól tartottak, hogy az 1900–1901-es bokszerlázadás idején tapasztalt idegenellenes fellépésekre kerülhet sor. A hajórajt a német érdekeltségek védelmére készültségbe helyezték és további katonaságot küldtek a német konzulátus védelmére. A támadások azonban elmaradtak és nem volt szükség közbeavatkozásra. November végén a Scharnhorst ismét szolgálatba állt és Krosigk tengernagy is visszatért rá. A Kaiserschießpreist az 1910–1911-es szezonban ismét a Gneisenau hódította el a kategóriájában.
A Gneisenau 1912 első negyedében került szárazdokkba Csingtaóban az éves karbantartások elvégzéséhez. Ezt követően április 13-án egy hónapos utat tett a japán vizekre, ahonnan május 13-án ért vissza Csingtaóba. Júniusban Willi Brünninghaus sorhajókapitány váltotta Uslart a hajó parancsnoki tisztségében. Augusztus 1–4. között a Gneisenau a koreai Puszanba hajózott, hogy a HAPAG hajótársaság zátonyra futott Silesia nevű gőzhajóját levontassa, majd elkísérje Nagaszakiba. Az év végén a Gneisenau Sanghajban időzött. December elején Krosigk tengernagyot gróf Maximilian von Spee ellentengernagy váltotta a hajóraj élén, aki a Scharnhorsttal és a Gneisenauval a délnyugat-csendes-óceáni térségbe tett körutat, megállva többek között Amoyban, Szingapúrban és Batáviában. Az utazás 1913 elejéig tartott és a két cirkáló 1913. március 2-án érkezett vissza Csingtaóba. A Gneisenau az 1912–1913-as szezonban is elnyerte a Kaiserschießpreis-t.
1913 áprilisában a két páncélos cirkáló Japánba hajózott, ahol a hajóparancsnokok és Spee tengernagy találkoztak az új japán uralkodóval, Taisó császárral. A hajók ezt követően visszatértek Csingtaóba, ahol hét hétig maradtak. Június végén a két cirkáló a Csendes-óceán középső részén lévő német kolóniák felkeresésére indult. Spee július 21-én Rabaulban értesült az újabb kínai zavargásokról, aminek hírére visszatért a Sanghaj előtti Wusong révjéhez július 30-ikára. A Gneisenau ezt követően a Sárga-tengeren járőrözött és meglátogatta Port Arthurt októberben. A feszült helyzet lanyhulása után Spee a hajóit egy rövid japán útra vitte, amire november 11-én futottak ki. A Scharnhorst és a raj többi része november 29-én tért vissza Sanghajba, mielőtt újabb délnyugat-ázsiai útra indult volna. Az útvonaluk érintette Sziámot, Szumátrát, Észak-Borneót és a Fülöp-szigeteket.
1914 júniusában Maerker sorhajókapitány vette át a hajó parancsnokságát. Röviddel ezután Spee Német Új-Guinea vizeire indult a hajórajjal. A Scharnhorst és a Gneisenau Nagaszakiban találkoztak, ahol teljesen feltöltötték a szénkészleteiket. Ezt követően délnek hajózva július elején érkeztek Trukhoz, ahol ismét szenet vételeztek. Útközben értesültek a szarajevói merényletről. Július 17-én az Ostasiengeschwader a Karolina-szigetekhez tartozó Ponape szigetéhez érkezett. Itt Spee foghatta a német rádióhálózat jeleit, így tudomást szerzett Ausztria–Magyarország Szerbiának küldött hadüzenetéről és az orosz mozgósításról. Július 31-én érkezett a hír, hogy az Oroszországnak küldött, demobilizálást követelő ultimátum lejárt. Spee erre elrendelte a hajók háborús viszonyoknak való felkészítését. Augusztus 2-án Vilmos császár elrendelte a Franciaország és Oroszország elleni mozgósítást.

### Első világháború

Az Ostasiengeschwader és a hozzá csatlakozó egységek útvonala a világháború elején és az azt megelőző hetekben

Az első világháború kitörésekor az Ostasiengeschwader kötelékébe a Scharnhorst és a Gneisenau páncélos cirkálók mellett az Emden, a Nürnberg és a Leipzig könnyűcirkálók tartoztak még, mint távoli vizeken is bevethető hadihajók. Ebben az időben tért vissza a Nürnberg az Egyesült Államok nyugati partjáról, ahol a Leipzig épp felváltotta őt, míg az Emden Csingtaóban tartózkodott.
1914. augusztus 6-án a két páncélos cirkáló a Titania ellátóhajóval és a japán Fukoku Maru szénszállítóval még mindig Ponape szigeténél tartózkodott. Spee utasítást adott a csendes-óceán különböző pontjain található könnyűcirkálóinak a visszahívására. A közelben tartózkodó Nürnberg már másnap csatlakozott Speehez, miután a tengernagy a hajóival a német gyarmat Észak-Mariana-szigetekhez tartozó Pagan szigethez hajózott.
Az összes elérhető szénszállítót, ellátóhajót és utasszállítót Paganhoz rendelték, hogy itt csatlakozzanak a hajórajhoz. Az Emden és a Prinz Eitel Friedrich segédcirkáló augusztus 12-én érkeztek meg ide. Az így összeállt kötelék a Csendes-óceán középső rész felé indult el, Chile irányába. Augusztus 13-án Karl von Müller sorhajókapitány, az Emden parancsnoka azt tanácsolta Speenek, hogy az egyik könnyűcirkálóját kereskedelmi háború folytatására – és az ellenséges erők megosztására – küldje el az Indiai-óceánra. A feladat végrehajtására saját hajóját ajánlotta a fel. Augusztus 14-én az Ostasiengeschwader elhagyta Pagant a Marshall-szigeteken lévő Eniwetok atoll irányába. A hajók augusztus 20-ai megérkezésük után ismét szenet vételeztek.
A német hadvezetés értesítése érdekében Spee szeptember 8-án a Nürnberget a Hawaii szigetén lévő Honoluluba küldte, hogy a semleges országokon át kézbesítendő üzeneteket adjon fel Németországba. A könnyűcirkáló azzal a hírrel érkezett vissza, hogy Német Szamoát megszállták az antant csapatai augusztus 29-én. Spee Apiához hajózott abban a reményben, hogy meglepetésszerűen felbukkanva elkaphat egy vagy akár több brit hadihajót vagy szállítóhajót. Szeptember 14-ei odaérkezésekor azonban nem talált egyetlen ellenséges hadihajót. Csak a megszálló új-zélandiak sátrait szúrták ki a hely lakosok épületei között, melyekre tekintettel a lehetséges polgári veszteségekre nem nyitottak tüzet. 

#### Papeete lövetése

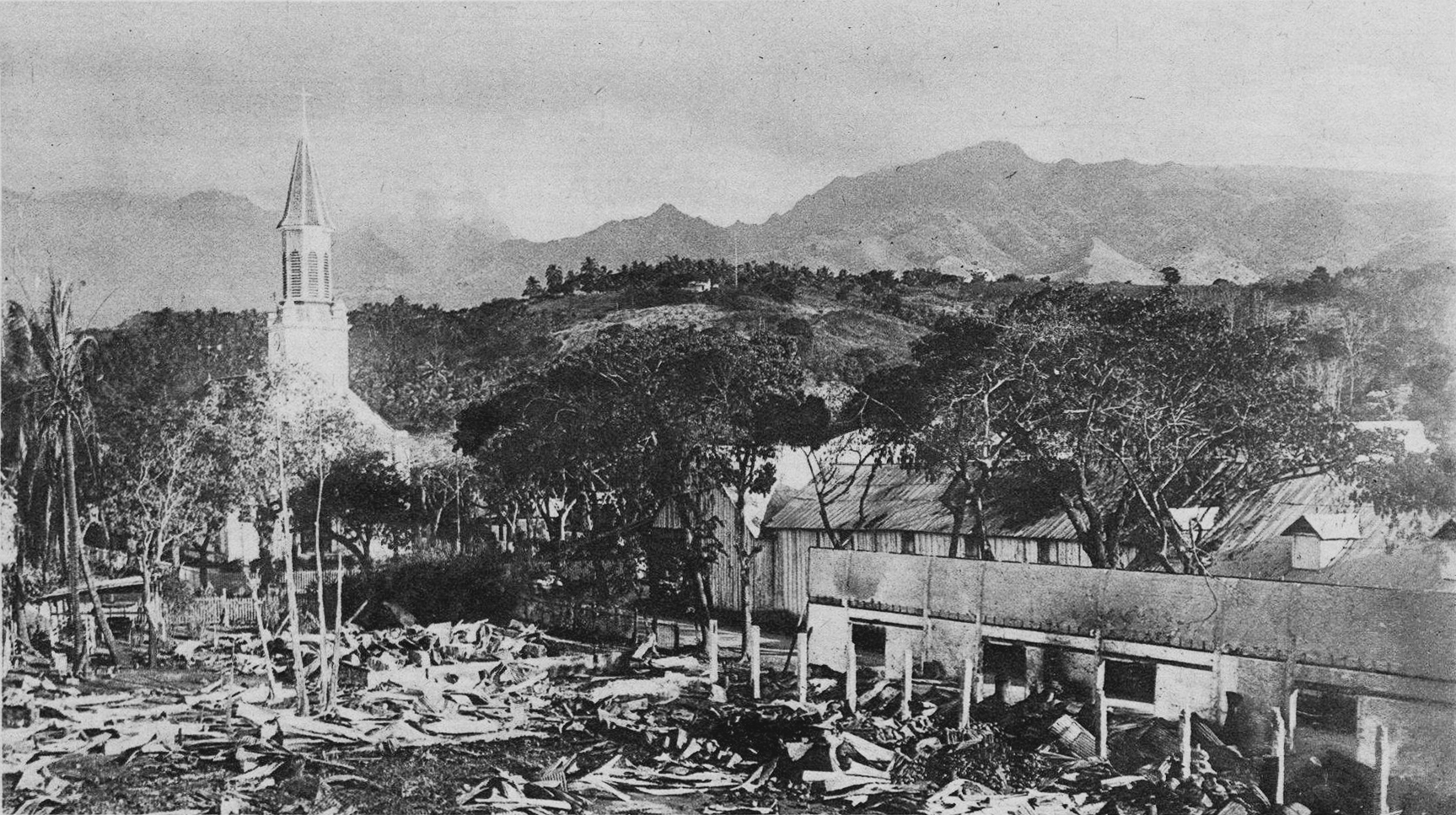
Papeete a támadás után

Szeptember 22-én a Gneisenau és testvérhajója Francia Polinézia kormányzati központja, a Tahiti szigetén lévő Papeete elé érkezett, ahol szenet kívántak vételezni békés körülmények között. A francia helyőrség parancsnoka azonban nem kívánt tárgyalni a németekkel és a parti ütegekkel tűz alá vetette a német hajókat. Válaszul a páncélos cirkálók két rövid tűzcsapást mértek a katonai célpontokra, melynek eredményeképpen az ütegeket elnémították a kikötőben horgonyzó Zélée ágyúnaszádot pedig elsüllyesztették. Az ágyúnaszádra leadott lövések közül többnek a lövedéke a mögötte lévő kikötői raktárak közé csapódott be, aminek következtében az ott tárolt gyúlékony kopra lángra kapott és két háztömb leégett. Az előzetesen figyelmeztetett lakosság nagy része időben elhagyta a várost, így csak két halálos áldozatot követelt az ágyúzás. Attól tartva, hogy a kikötőben aknák lettek telepítve – és mivel a franciák a szénraktárakat korábban már felgyújtották –, Spee nem tett kísérletet a szénkészletek megszerzésére.
Október 12-én a hajóraj a Húsvét-szigethez érkezett. Itt csatlakozott hozzájuk a Dresden és a Leipzig, melyek október 12-én és 14-én érkeztek ide az amerikai vizekről. A Leipzig három szénszállítót hozott magával. Egy hét után a hajók innen Chile felé haladtak tovább. Október 26. estéjén hagyták el a szárazföldtől 700 km-re lévő Más a Fuera szigetet, ahonnan Valparaíso felé vették az irányt és október 30-án közelítették meg a kikötőjét. November 1-én Spee a Prinz Eitel Friedrichtől tudta meg, hogy a brit Glasgow könnyűcirkáló Coronelnél vetett horgonyt az előző nap. A német tengernagy Coronel felé vette az irányt, hogy a magányos cirkálót elkapja.

#### Coroneli csata

A coroneli csata

Christopher Cradock ellentengernagy térségben lévő hajórajához a Good Hope és Monmouth páncélos cirkálók, a Glasgow könnyűcirkáló valamint az Otranto segédcirkáló tartozott. A rajt megerősítették még a Canopus (pre-dreadnought) csatahajóval és a Defence páncélos cirkálóval, de az utóbbi nem érkezett be időben, a Canopust pedig Cradock hátrahagyta a szénszállítók biztosítására, mivel úgy érezte, annak a sebessége túl alacsony ahhoz, hogy a kötelékében tartva a német hajókat csatára bírhassa.
Az Ostasiengeschwader november 1-én délután ért Coronel elé, ahol meglepetésére a Glasgow mellett a Good Hope-pal, a Monmouth-szal és az Otrantóval is összetalálkozott. A szénszállítókat kísérő Canopus ekkor még 300 mérföldre le volt maradva. 16:17-kor a Glasgow észlelte a német hajókat. Cradock a Good Hope vezetésével csatasorba rendezte a hajóit, mögötte a Monmouth, a Glasgow, majd az Otranto haladt. Spee úgy döntött, megvárja míg a Nap lejjebb ereszkedik, mikor annak sugarai még kiemelik a brit hajók sziluettjeit, a saját hajóit viszont nehezen kivehetővé teszi a mögötte lévő partvonal.

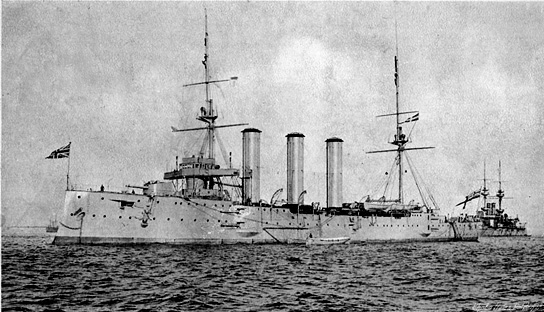
HMS Monmouth

18:07-re a két hajóraj közötti távolság 13 500 méterre csökkent. 18:37-kor Spee immár 10 400 méteres távolságra az ellenségtől tűzparancsot adott ki a hajóinak. Mindegyik a sorban vele megegyező brit hajóra nyitott tüzet.
Gneisenaunak így a brit csatasorban második helyen haladó Monmouth-t lőtte és már a harmadik sortüzével találatot ért el rajta. Az első találat az elülső lövegtornyát találta telibe, lerobbantva annak tetejét és nagy tüzet okozva. A Gneisenau főként páncéltörő lövedékeket lőtt ki és számos találatot elért, kiiktatva a Monmouth több lövegét. 18:50-re a Monmouth már súlyosan sérüléseket szerzett és kivált a csatasorból. A Gneisenau ekkor áthelyezte a tüzét a Scharnhorst által támadott Good Hope-ra. Nagyjából ekkor a Gneisenau hátsó lövegtornyát találat érte, de a lövedék nem ütötte át a páncélzatát, hanem azon kívül felrobbanva a közelben tárolt mentőmellényeket gyújtotta lángra. A legénység a keletkezett tüzet hamar eloltotta.
19:23-ra a Good Hope ágyúi egy nagy robbanás után elnémultak és a német páncélos cirkálók röviddel ezután beszüntették rá a tüzelést. A sötétségben hamarosan ezt a brit páncélos cirkálót is szem elől vesztették és Spee ekkor a könnyűcirkálóit utasította a megkeresésükre és torpedókkal való elsüllyesztésükre. Maga a hajójával és a Gneisenauval délebbre hajózott, hogy ne akadályozza a támadásra induló könnyebb egységeinek kikerüljön az útjából. A Glasgow a könnyűcirkálók közeledtét látva 19:20 után magára hagyta a Monmouth-t és déli irányba, a közeledő Canopus felé menekült el. A part irányába menekülni igyekvő Monmouth-ba a német raj leszakadt tagja, a Nürnberg botlott bele és ágyútűzzel elsüllyesztette azt. A csatában 1600 brit tengerész veszítette életét, köztük Cradock tengernagy. A német veszteségek elhanyagolhatók voltak. A Gneisenaut négy minimális kárt okozó találat érte és a legénységéből ketten sérültek meg könnyebben. A német hajókon egyedül őket érte sérülés az egész csatában. A csatában a Gneisenau – hasonlóan a testvérhajójához – mintegy 30-40 saját találatot észlelt a tűz alá vett célpontokon. Ehhez a két páncélos cirkáló a lőszerkészletének mintegy 40%-át elhasználta. Közülük a Gneisenau lőtte el a kevesebbet: 244 darabot a 21 cm-es páncéltörő gránátaiból (35%) és 198 darabot a 15 cm-es robbanógránátaiból (19,4%). A találati aránya 6,7-9% volt, ami normális körülmények között is kimagaslónak számított, a rossz időjárási körülményeket figyelembe véve (erős hullámzás, 8-as erősségű szél) pedig egészen rendkívülinek volt mondható.

#### Falklandi csata

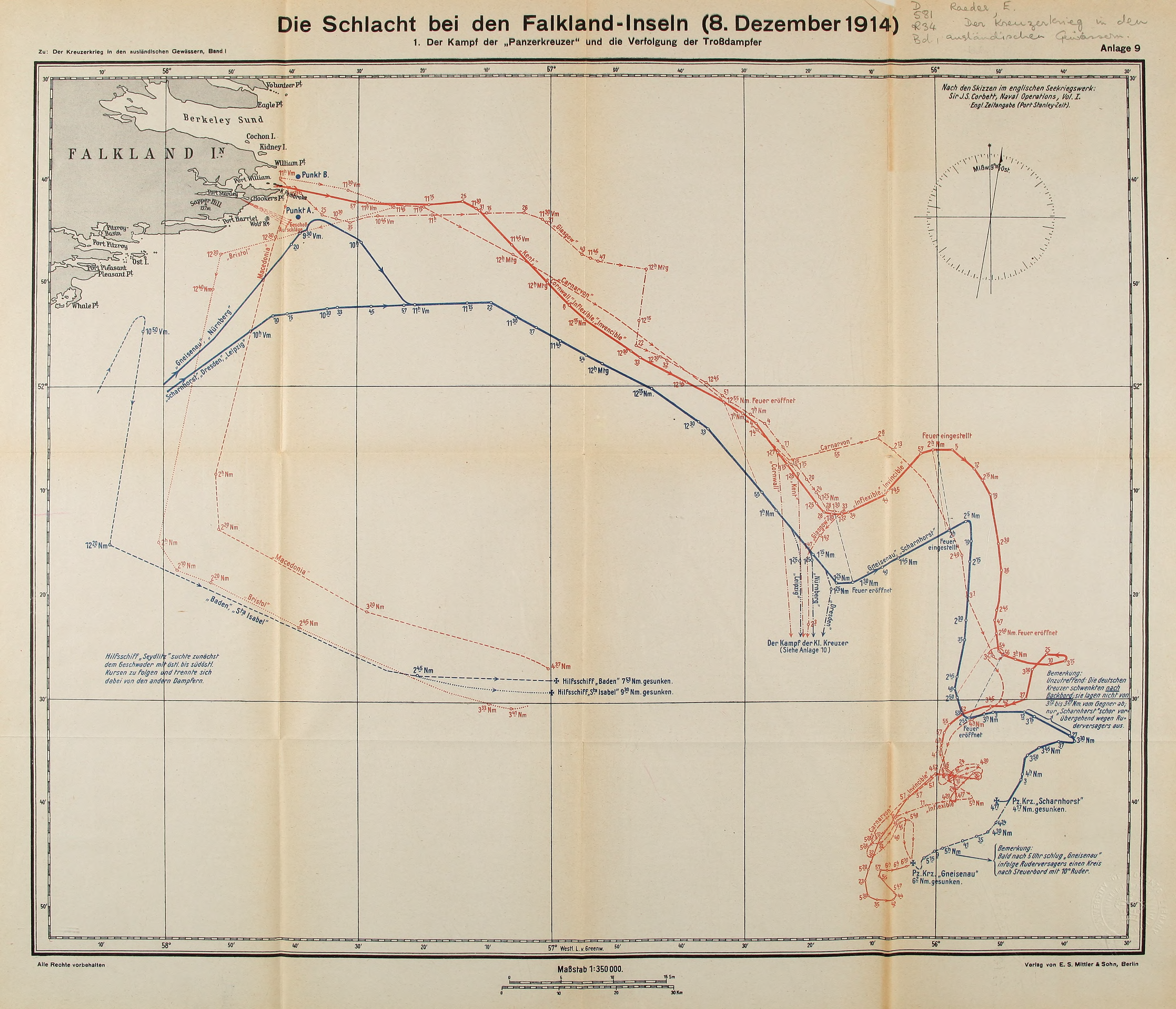
A páncélos cirkálók harca a csatacirkálókkal

Miután a vereség híre elérte Londont, a Royal Navy hozzálátott egy olyan haderő összeállításának, mely elfoghatta és megsemmisíthette az Ostasiengeschwadert. Ehhez az Invincible és Inflexible csatacirkálókat kivonták a Grand Fleet kötelékéből és Doveton Sturdee altengernagy parancsnoksága alá helyezték őket. A két hajó november 10-én hagyta el a devonporti hajógyárat és a Falkland-szigetek felé vezető útjukon csatlakoztak hozzájuk a Carnarvon, Kent és Cornwall páncélos cirkálók, a Bristol és Glasgow könnyűcirkálók valamint a Macedonia segédcirkáló. A nyolc hajóból álló haderő december 7-én ért a Falkland-szigetekhez, ahol azonnal hozzákezdtek a szén vételezéséhez.
Eközben november 26-án Spee hajói elhagyták a St. Quentin-öblöt és december 2-án megkerülték a Horn-fokot. Elfogták a 2500 t jó minőségű Cardiff-szenet szállító kanadai Drummuir barkot. A Leipzig vontába vette a vitorlást és másnap megállt vele a Picton-szigetnél és a szénkészletét a hajóraj szénszállítóira hordták át. December 6-ának reggelén Spee konferenciát tartott a hajóparancsnokainak részvételével a Scharnhorst fedélzetén, hogy megbeszélje velük a továbbiakat. A németek számos töredékes és ellentmondásos jelentést kaptak a térségbe érkezett brit erőkről illetve azok távozásáról. Spee és két hajóparancsnoka abban a feltevésben, hogy a Falkland-szigeteken nem tartózkodnak ellenséges hadihajók, egy itteni támadást részesített volna előnyben, míg a három másik hajóparancsnok, köztük Maerker, inkább a szigeteket kikerülve az argentin partok menti brit hajóforgalom ellen lépett volna fel. Spee véleménye döntött és a hajóraj december 6-án 12:00-kor a Falkland-szigetek felé vette az irányt.
A Gneisenau és a Nürnberg lett kijelölve a támadás végrehajtására, míg a többi hajó látótávolságon belül helyezkedve biztosította őket. Másnap reggel e két hajó megközelítette a Falkland-szigeteket azzal a szándékkal, hogy elpusztítják a rádióállomását. A Gneisenau őrszemei füstöt észleltek felszállni Port Stanley kikötőjéből, de előbb úgy vélték, a britek a szénkészleteiket gyújtották meg, hogy ne kerülhessen a kezükre. Ahogy közelebb értek a kikötőhöz, az őrhajóként a sekély vízben a tengerfenékre ültetett Canopus által kilőtt lövedékek csapódtak be a közelükbe és több árbóccsúcsot is megpillantottak a gomolygó füstben, ami miatt Spee a támadás megszakítása mellett döntött.
Miután 10:45-kor újrarendeződtek, a németek 22 csomós sebesség mellett délkeleti irányt vettek fel. A Gneisenau haladt az élen, mögötte a Nürnberg, majd középen a Scharnhorst, amely mögött a Dresden és a Leipzig zárták a sort. A gyors csatacirkálók hamar felfűtötték a kazánjaikat és az Ostasiengeschwader lassabb hajóinak üldözésére indultak.

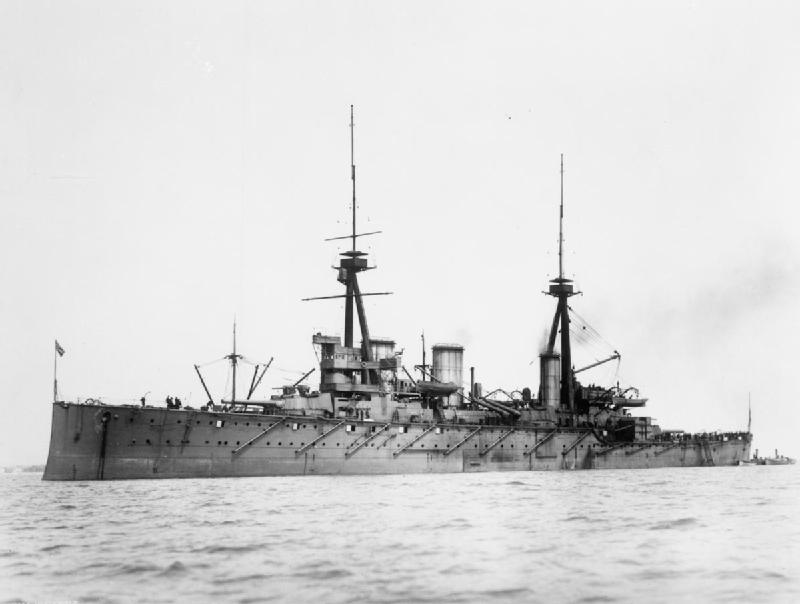
Az Inflexible csatacirkáló, a Gneisenau fő ellenfele a falklandi csatában

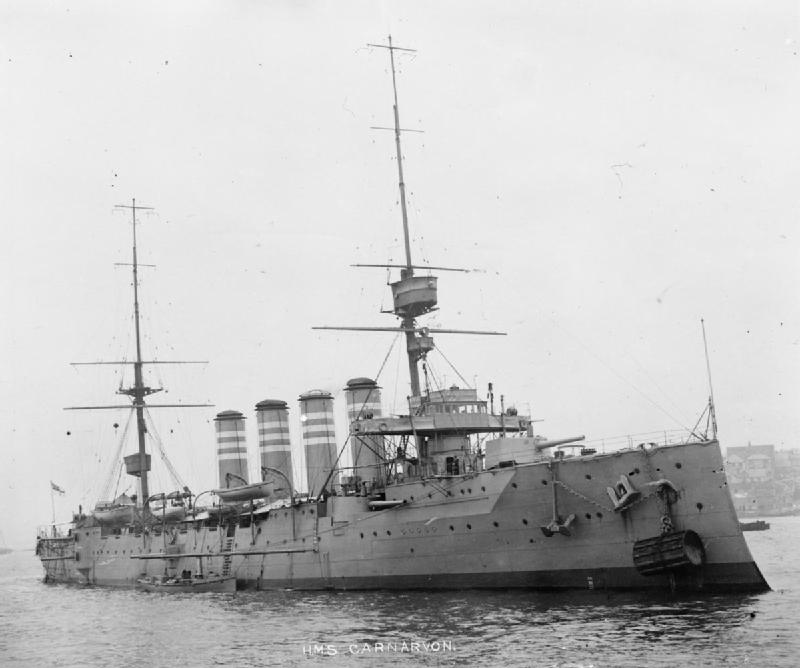
HMS Carnarvon

13:20-ra a brit hajók beérték a németeket és 14 km távolságból tüzet nyitottak rájuk. Spee felismerve, hogy a páncélos cirkálói nem tudnak elmenekülni a jóval gyorsabb csatacirkálók elől, a három könnyűcirkálójának utasítást adott az elszakadásra. Maga a Scharnhorsttal és a Gneisenauval a jóval erősebb fegyverzetű csatacirkálók felé fordult és felvállalta velük a küzdelmet. Sturdee a páncélos cirkálóit ekkor a német könnyűcirkálók után küldte. Az Invincible a Scharnhorstra, az Inflexible a Gneisenaura nyitott tüzet és Spee is hasonlóan rendelte el a páncélos cirkálói számára a célkiosztást. Spee a szélfelőli oldalán tartotta a hajóit, így a szél a füstöt az ellenség felé eső oldalról elfújta és ez jobb kilátást biztosított a tüzérei számára. Sturdee ellenben a szélvédett oldalával volt a németek felé, ennek megfelelően a kilátása is rosszabb volt a célpontok irányába. 
A Scharnhorst hamar elért két találatot az Invincible-n, amire reagálva Sturdee növelni igyekezett a távolságot egy északi irányba tett két pontos (22,5°) fordulóval. A cirkálót két találat érte a csatának ebben a szakaszában, az első a leghátsó kéményét találta el és a repeszei több ember halálát és sebesülését okozták. A második lövedék a cirkáló néhány kutterét rongálta meg és a hajó közepén lévő kabinokig hatolt át. Egy közelben a vízbe csapódó lövedék szilánkjai az egyik 8,8 cm-es löveg lőszerkamrájába hatoltak, amit el kellett árasztani vízzel, hogy megakadályozzák a tűz keletkezését.
Spee a brit manőverre válaszul hirtelen délnek fordult, jelentősen növelve így a távolságot, növelve annak esélyét, hogy az éj beálltáig sikerüljön elszakadnia az üldözőitől. Sturdee ezt látva délnek kanyarodott és teljes sebességre kapcsolva igyekezett ismét lőtávolságon belülre kerülni. A britek sebességbeli fölénye és a tiszta idő a német reményeket hamar szertefoszlatta. Spee a csatacirkálók gyors közeledtét látva visszafordult északnak, amivel a páncélos cirkálóival elég közel tudott kerülni hozzájuk a másodlagos tüzérségének a bevetéséhez. A német ágyúk tüze olyannyira hatékony volt, hogy hatására a britek másodszor is kitérő manőverbe kezdtek. A csata előrehaladtával azonban a britek is értek el időnként találatokat. A nagy távolságból leadott lövedékeik meredek szögben csapódtak be és a páncélos cirkálók fedélzetét borító vékonyabb (3,5-6 cm vastag) páncélzatot könnyebben át tudták ütni, mint a vastagabb övpáncélzatot. A Gneisenaut több találat érte a csatának ebben a fázisában, köztük kettő a víz alatt érte, ami az 1-es és 3-as kazántermekben vízbetörést okoztak.

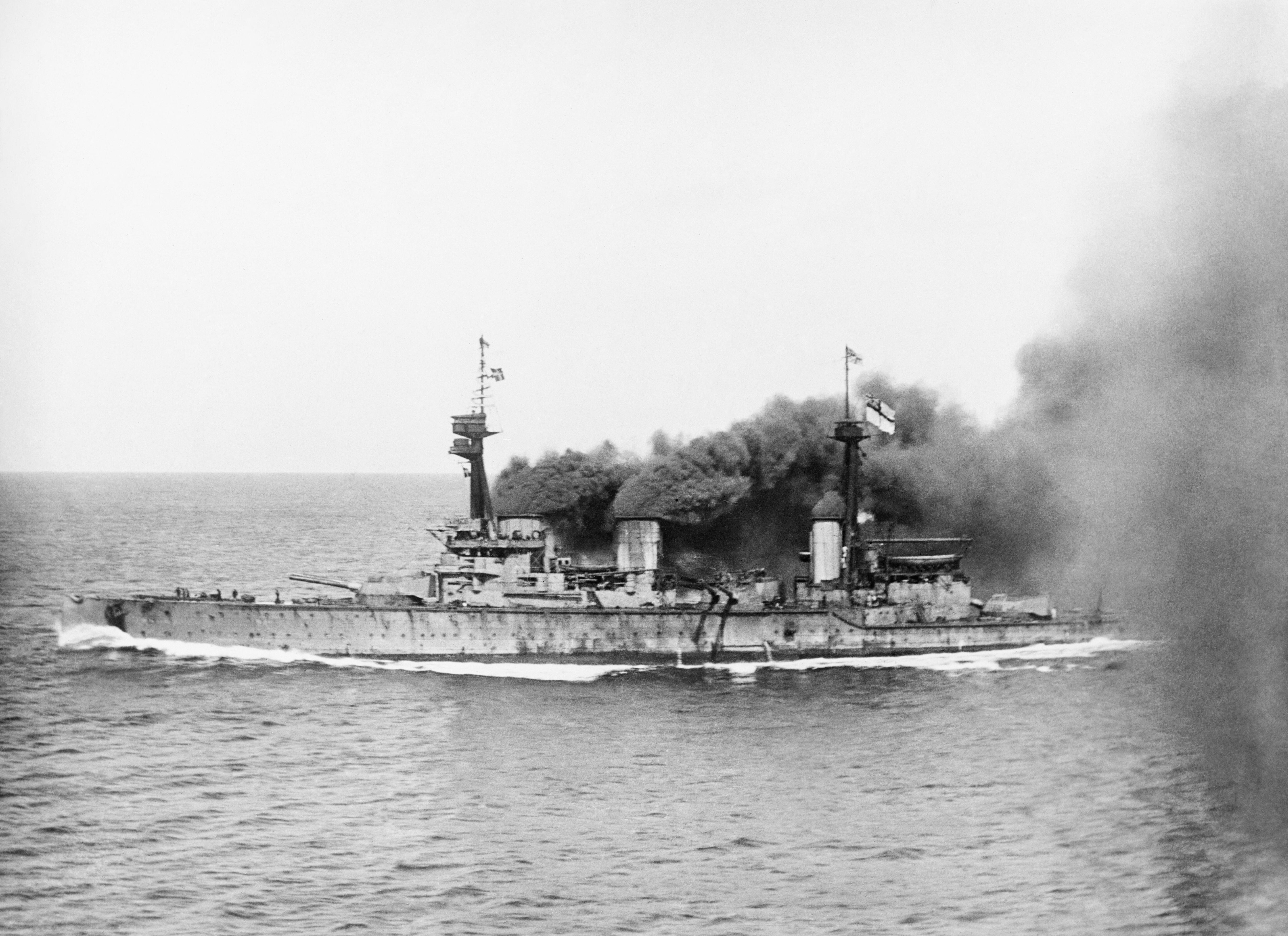
Az Invincible egy falklandi csatában készült felvételen

Sturdee ezt követően balra kanyarodott, hogy a szélfelőli oldalra kerüljön, de Spee erre látszólag az útirányukat keresztező manőverrel válaszolt, amivel a célja azonban a kedvező taktikai pozíció megtartása volt. A hadmozdulat következtében a hajók közötti sorrend felcserélődött, így a Gneisenau ezután az Invincible-t vette tűz alá. 
A kanyarodás közben a Gneisenaut az ellenség számára átmenetileg elhomályosította a kéményfüst, ezért mindkét csatacirkáló a Scharnhorstot lőtte. A német zászlóshajó ekkor súlyos sérüléseket szenvedett el. Spee és Maerker ekkortájt több zászlókkal leadott üzenetet váltott egymással, melyben informálták egymást a hajójuk állapotáról. Spee egyik üzenetében megjegyezte, hogy Maerkernek volt igaza, mikor a Stanley elleni támadás ellen érvelt. 15:30-kor a Gneisenau jobb oldali géptermébe csapódott be egy lövedék. Ezután már csak két hajócsavarja hajtotta előre. Egy másik, 15:45-kor elszenvedett találat az elülső kéményét döntötte el, míg egy 16:00-kor becsapódó gránát a 4-es számú kazánteret iktatta ki.

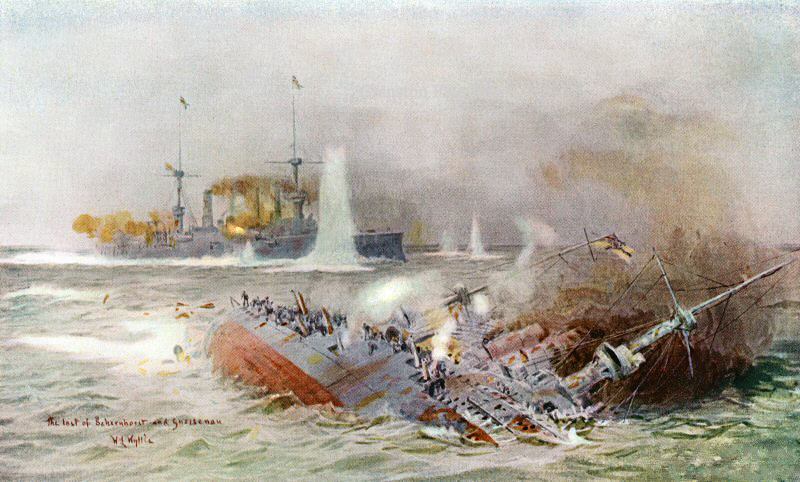
A Scharnhorst felborul, miközben a Gneisenau a háttérben folytatja a harcot William Lionel Wyllie A falklandi csata című (retusált) alkotásán

16:00-kor Spee azt üzente a Gneisenaunak, hogy próbáljon meg elszakadni, míg ő a Scharnhorsttal az ellenség felé fordul és megpróbál torpedótámadást intézni ellenük. A gőzgépeket és a kazánokat ért károk miatt a Gneisenau sebessége ekkora már 16 csomóra csökkent, de még ezután is folytatta a harcot. Nem sokkal ezt követően a parancsnoki hídját érte egy találat. 16:15-kor két újabb találat érte, melyek közül az első úgy haladt át a hajón, hogy nem robbant fel. A másik lövedék a fő kötözőhelyiségbe csapódott és az ott lévő sebesültek nagy részével végzett. 16:17-kor a Scharnhorst bal oldalára dőlve felborult. Habár a két csatacirkáló mellett ekkorra már a Carnarvon is a közelbe ért és bekapcsolódott a harcba, a három brit hajó egyike se próbált a hajótöröttek segítségére sietni. A hivatalos brit történetírás szerint ennek oka az volt, hogy „olyannyira lekötötte őket a Gneisenau elleni küzdelem”. A távolság a Gneisenau és üldözői között 8500 8500 méterre csökkent, de a német hajó épen maradt lövegeinek tüze így is kitérésre kényszerítette a briteket, így a távolság 13 500 méterre növekedett ismét.

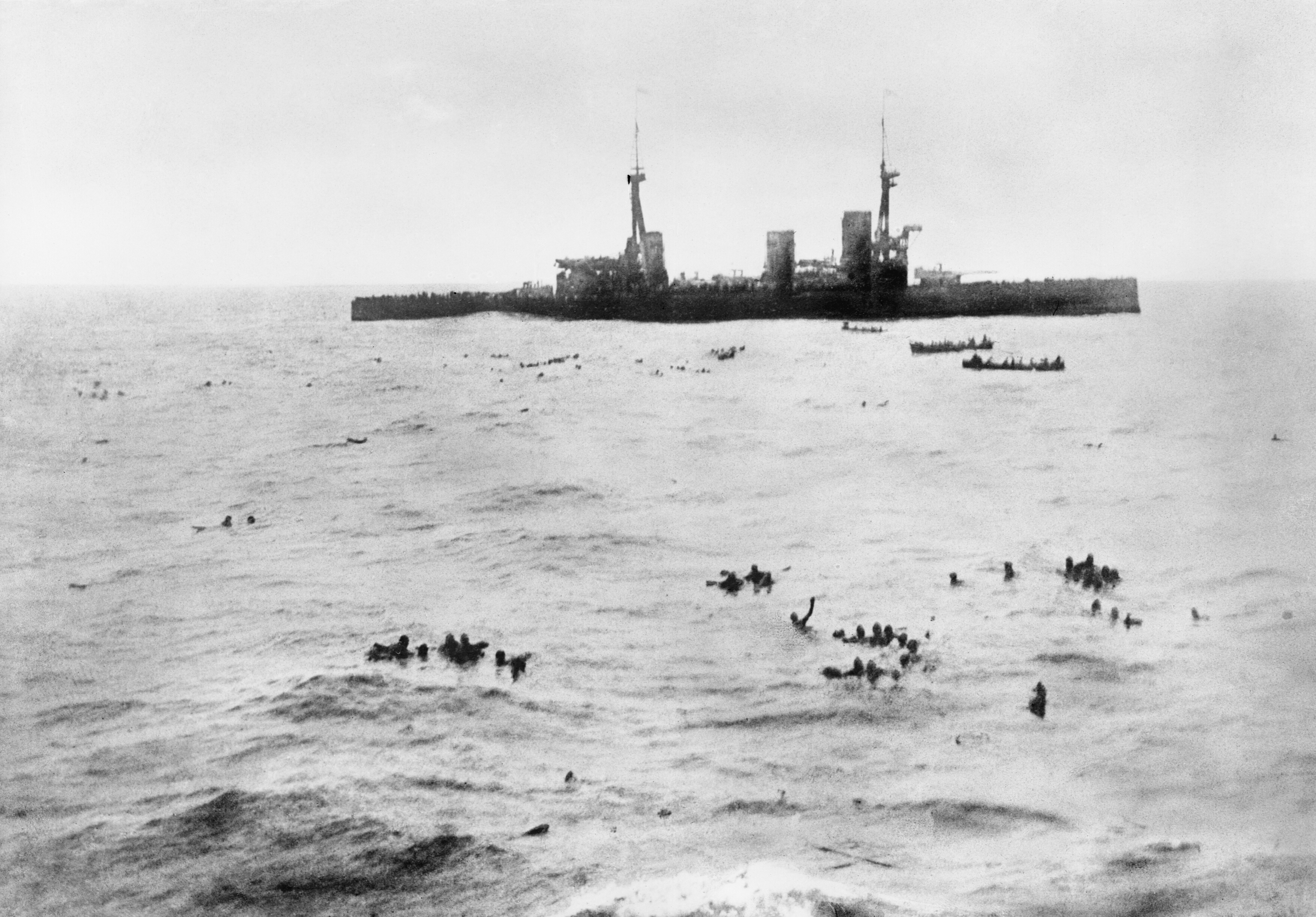
Az Inflexible a Gneisenau hajótörötteinek mentése közben

A csata e végső fázisában a Gneisenau kifogyott a lőszerből és a végén már a kiképzési célokra alkalmazott tömör acéllövedékeit lőtte el. Ezek közül az egyik eltalálta még az Invincible-t és pont Sturdee tengernagy kabinját roncsolta szét. Három további találat érte a Gneisenaut 17:15 körül, ezek közül kettő a víz alatt a jobb oldalon, egy pedig a jobb oldali kazamatát. Az első két találat súlyos vízbetörést okozott, de a harmadiknak már nem okozott jelentős további károkat, miután egy korábbi találat következtében a kazamata ágyúkezelői már mind meghaltak és a helyiség lángokban állt. Számos újabb találat érte még és 17:30-ra a Gneisnau égő roncshalmazzá változott. A jobb oldalára erősen megdőlt és füst gomolygott elő a sebességét lassan teljesen elveszítő hajótestből. Miután a hajó harcképtelenné vált, 17:35-kor Maerker utasítást adott a legénységnek a hajó elsüllyesztéséhez szükséges robbanótöltetek elhelyezésére és a fedélzeten való gyülekezésre. Maerker parancsai ellenére az elülső torony leadott még egy lövést, mire válaszul az Inflexible is leadott egy lövést. A lövedék az elülső kötözőhelybe csapódott és sok sebesülttel végzett. 17:42-kor a robbanótöltetek felrobbantak és az elülső torpedóvető csőből kilőttek egy torpedót és nyitva hagyták a nyílását, hogy ezzel is meggyorsítsák a hajó süllyedését.
A hajó ezután lassan átfordult és elsüllyedt. A fedélzetről még a legénység mintegy 200 épségben maradt tagja került a vízbe, de sokuk a hideg vízben hamar kihűlt és életét veszítette még mielőtt kimenthették volna. A legénységének 598 tagja veszítette életét, 187 főt pedig a brit hajók mentőcsónakjainak sikerült kimenteniük, köztük Hans Pochhammer korvettkapitányt, a hajó elsőtisztjét, aki az elsüllyesztett hajók kimentett túlélőinek rangidős tisztje volt.
A Leipzig és a Nürnberg a csatában szintén elsüllyedt, egyedül csak a Dresden tudott elmenekülni a hadihajók közül és Dél-Amerika félreeső öbleiben rejtőzve még hónapokig potenciális veszélyt jelentett az antant hajóforgalmára a térségben. A csatában a mintegy 2200 német tengerész veszítette életét, köztük Spee tengernagy és két fia is.
A Gneisenau tüzérségének teljesítménye a Falklandi csatában
A csatában a Gneisenau az összes lőszerét ellőtte, amit az ágyúkhoz tudtak juttatni. Több ágyúnál ez a lőszerraktárak elárasztása vagy a felvonók sérülése miatt nem sikerült. Az összecsapás nagy részében az Inflexible-t lőtte, melyet összesen csak három találat ért. A Gneisenautól szokatlanul alacsony találati arány azzal magyarázható, hogy a csatacirkálót szinte mindvégig eltakarta a saját kéményfüstje és ezen felül még az előtte haladó Invincible is. Ezek a körülmények az Inflexible tüzérségét is erősen akadályozták, de ennek ellenére Sturdee nem engedélyezte számára kedvezőbb taktikai pozíció felvételét. Az Invincible-t is tartotta tűz alatt és az azt ért 22-25 találat közül elképzelhetően néhányat (legalább egyet) a Gneisenau ért el rajta. A német megfigyelések egy a Carnarvonon észlelni vélt találatról is beszámoltak, de az a hajó valójában sértetlen maradt.

## A hajó parancsnokai
| 1908. március 6. – 1908. szeptember 30. | Franz Hipper sorhajókapitány      |
| 1908. október 1. – 1910. szeptember 14. | Konrad Trummler sorhajókapitány   |
| 1910. szeptember 15. – 1912. június 3.  | Ludolf von Uslar sorhajókapitány  |
| 1912. június – 1914. június             | Franz Brüninghaus sorhajókapitány |
| 1914. június – 1914. december 8.        | G. Julius Maerker sorhajókapitány |

## Fordítás
- Ez a szócikk részben vagy egészben  a   SMS Gneisenau című angol Wikipédia-szócikk ezen változatának fordításán alapul.  Az eredeti cikk szerkesztőit annak laptörténete sorolja fel. Ez a jelzés csupán a megfogalmazás eredetét és a szerzői jogokat jelzi, nem szolgál a cikkben szereplő információk forrásmegjelöléseként.
- Ez a szócikk részben vagy egészben  a   SMS Gneisenau című német Wikipédia-szócikk ezen változatának fordításán alapul.  Az eredeti cikk szerkesztőit annak laptörténete sorolja fel. Ez a jelzés csupán a megfogalmazás eredetét és a szerzői jogokat jelzi, nem szolgál a cikkben szereplő információk forrásmegjelöléseként.